# Kapuśniak (skała)
Kapuśniak, Skały nad Wsią – skała we wsi Suliszowice w województwie śląskim, w powiecie myszkowskim, w gminie Żarki. Znana jest także pod nazwami Kapuśna Skała, Płetwa lub Szalet. Znajduje się na Wyżynie Częstochowskiej w obrębie Wyżyny Krakowsko-Częstochowskiej.
Kapuśniak znajduje się wśród zarastających drzewami łąk po północno-wschodniej stronie zabudowań Suliszowic, w odległości około 400 m od głównej, asfaltowej drogi biegnącej przez wieś. Zbudowana z wapieni skała ma wysokość do 15 m i ściany połogie, pionowe lub przewieszone z filarami, zacięciami i sporym okapem. Do grudnia 2019 roku wspinacze poprowadzili na niej 11 dróg wspinaczkowych o podobnej skale trudności od VI do VI.4 w skali polskiej. Mają wystawę północno-zachodnia, północno-wschodnią i południowo-zachodnią. Skała jest lita. Niemal wszystkie drogi mają stałe punkty asekuracyjne: ringi (r), stanowiska zjazdowe (st) lub ringi zjazdowe (rz). Montaż punktów asekuracyjnych w latach 2008–2009 sfinansował z prywatnych funduszy Patryk Dudka.
W Kapuśniaku znajduje się Schronisko w Kapuśnej Skale.

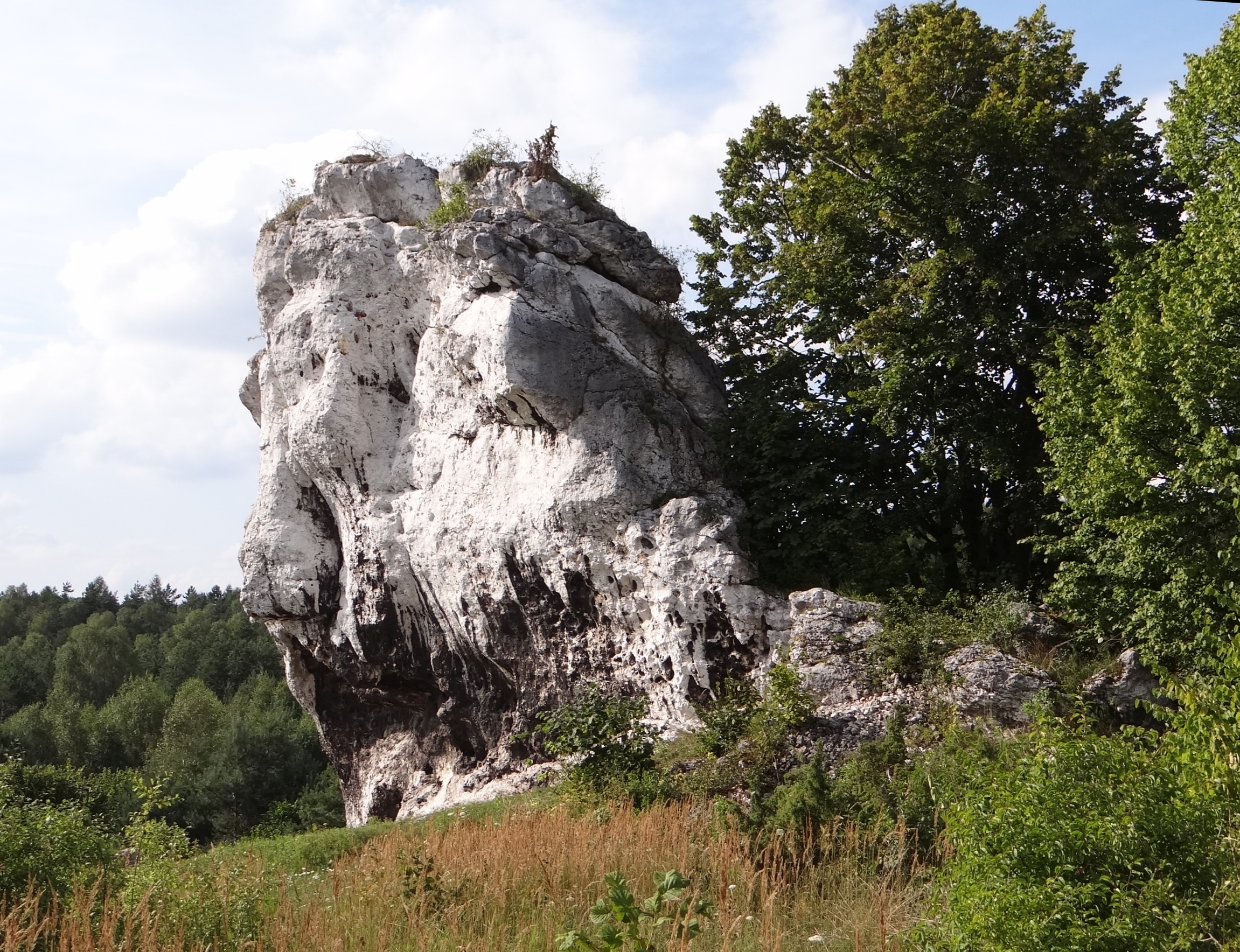
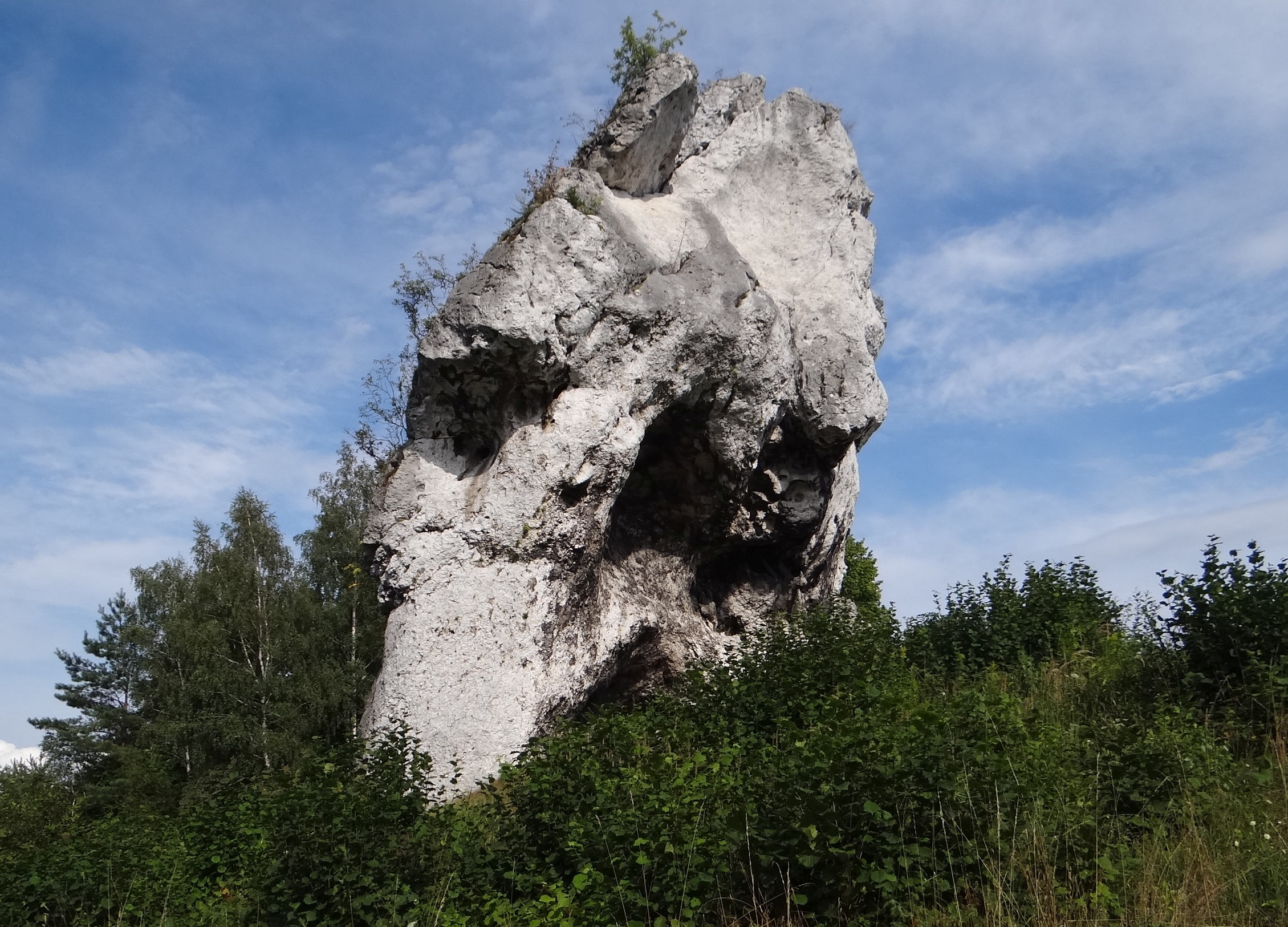
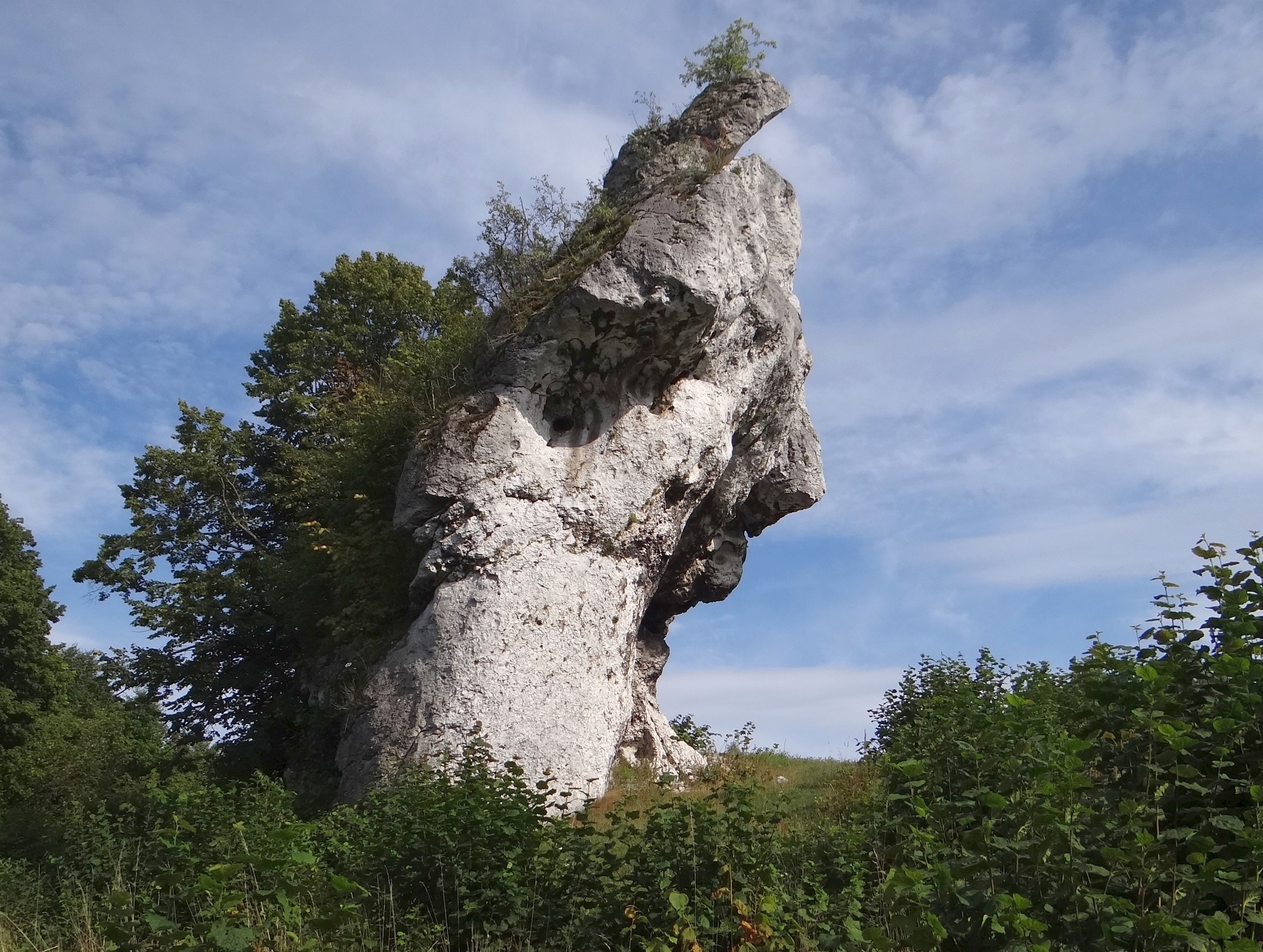
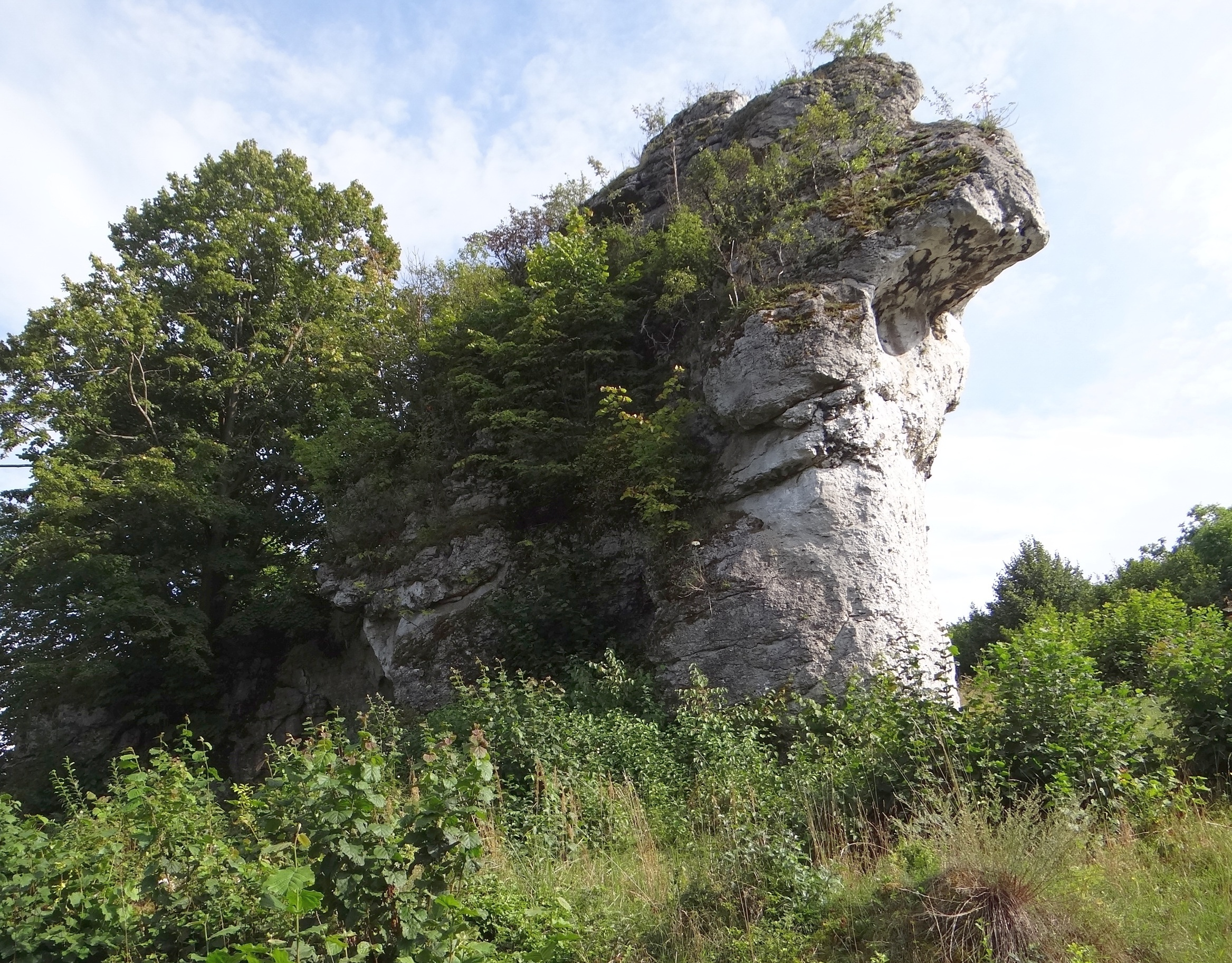
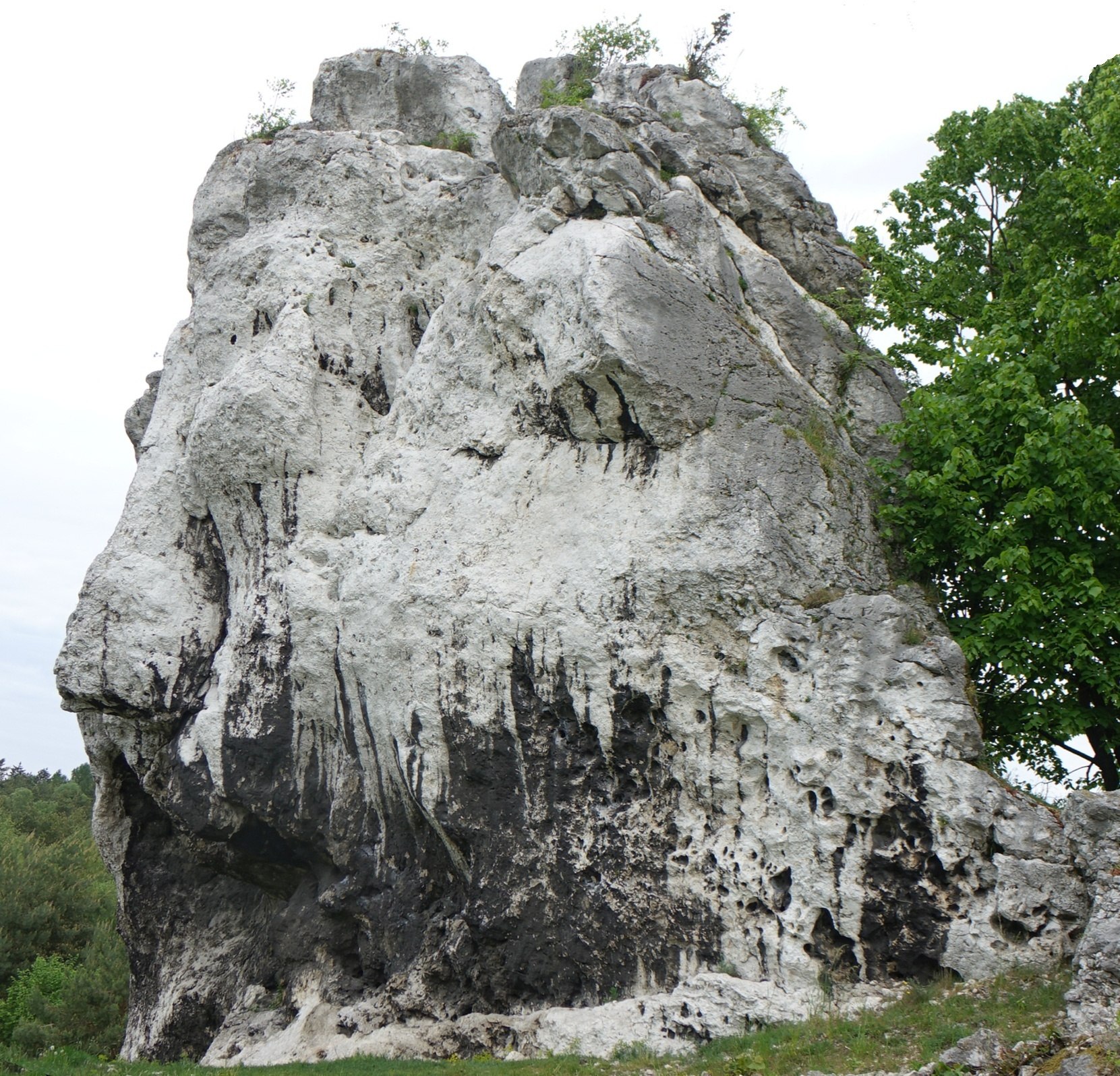

## Drogi wspinaczkowe
1. Filip z konopi; VI.1+, 5r + rz, 12 m
2. Przekleństwo empatii; VI.2+, 5r + rz, 12 m
3. Szalona depresja; VI.2+, 7r + st, 15 m
4. Miss szaletu; VI.4, 5r + rz, 15 m
5. Rysa ekologów; VI.1+, 15 m
6. Droga Berghausena VI.2, 5r + st, 15 m
7. Wariant Sowińskiego; VI.2, 2r, 15 m
8. Tirówka; VI.3, 3r + 4r + rz, 14 m
9. Kwestia pary; VI.3, 3r + rz + drz, 14 m
10. Sztafeta; VI.3+, 5r + rz, 13 m
11. Prawy kancik; VI, 4r + rz, 13 m[1]